# Лісосмуга з підліском глоду
Лісосмуга з підліском глоду — ботанічний заказник місцевого значення. Об'єкт розташований на території Токмацької міської громади Пологівського району Запорізької області, біля села Покровське (до 2016 року - Жовтневе).
Площа — 2,3 га, статус отриманий у 1980 році.
Статус надано з метою охорони місць зростання лікарських рослин. Охороняється полезахисна лісосмуга, де зростає глід.
Внаслідок вторгнення російських військ на схід України опинилася в зоні бойових дій та окупації

## Галерея

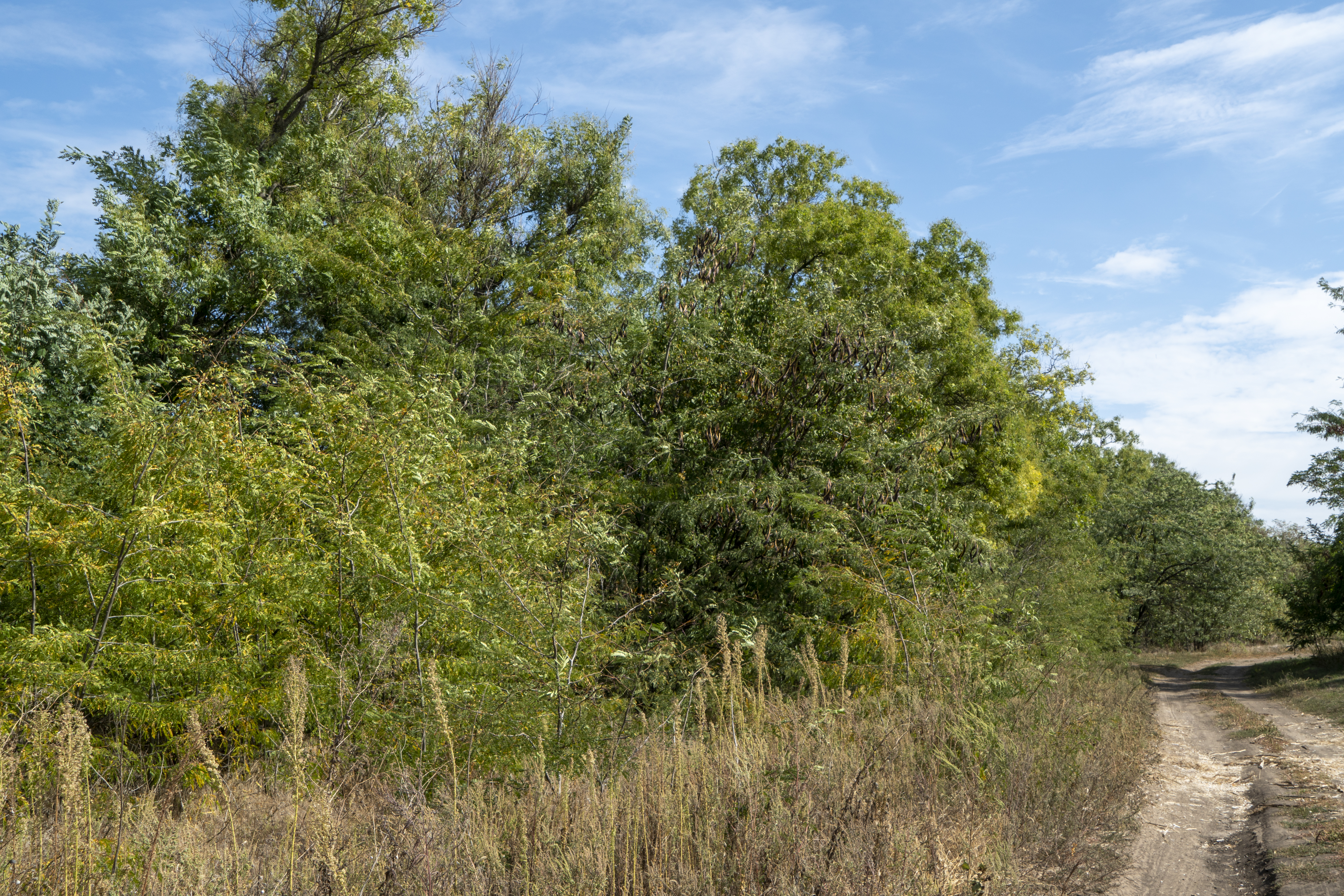
Лісосмуга у вересні 2021 р.
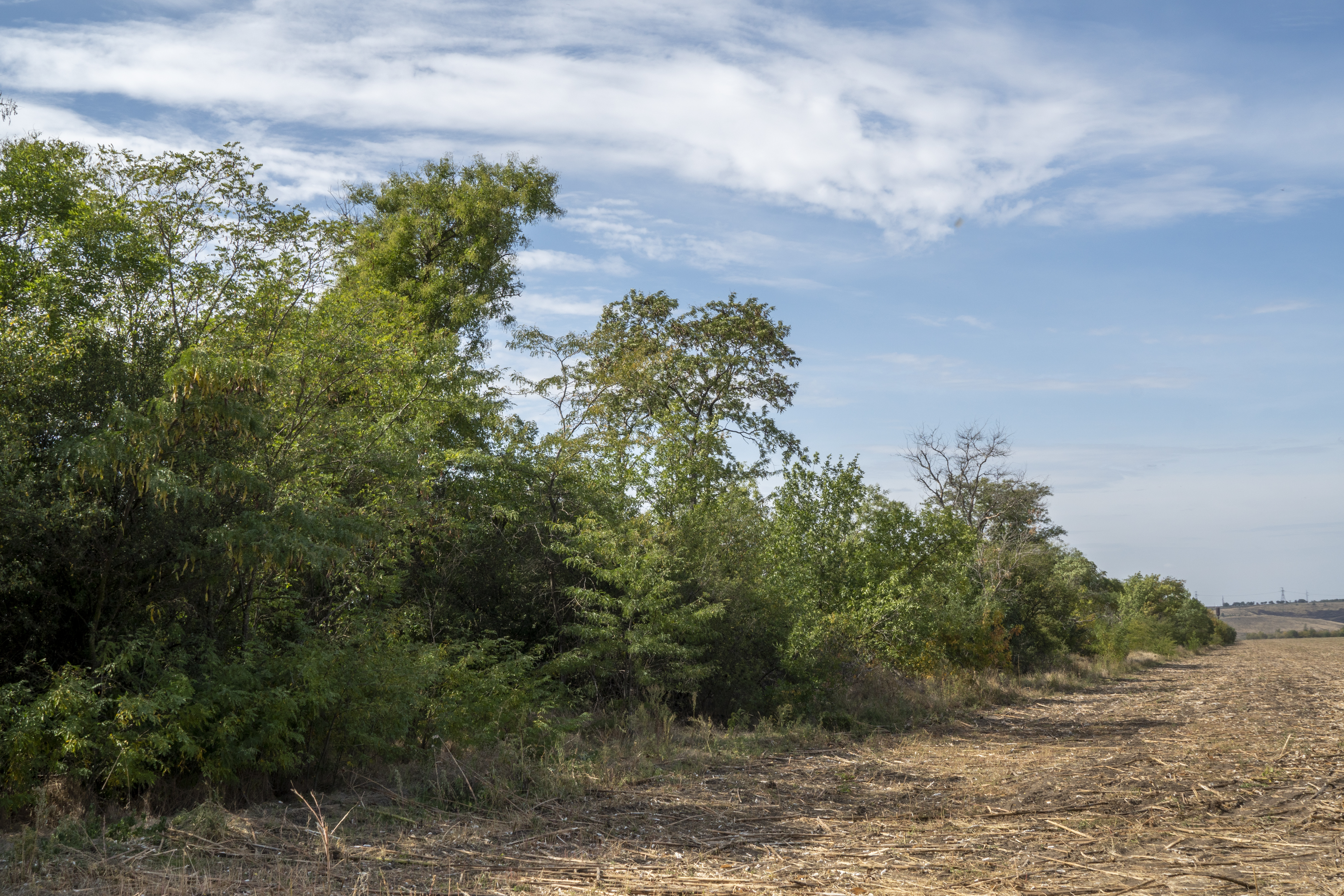
Лісосмуга у вересні 2021 р.
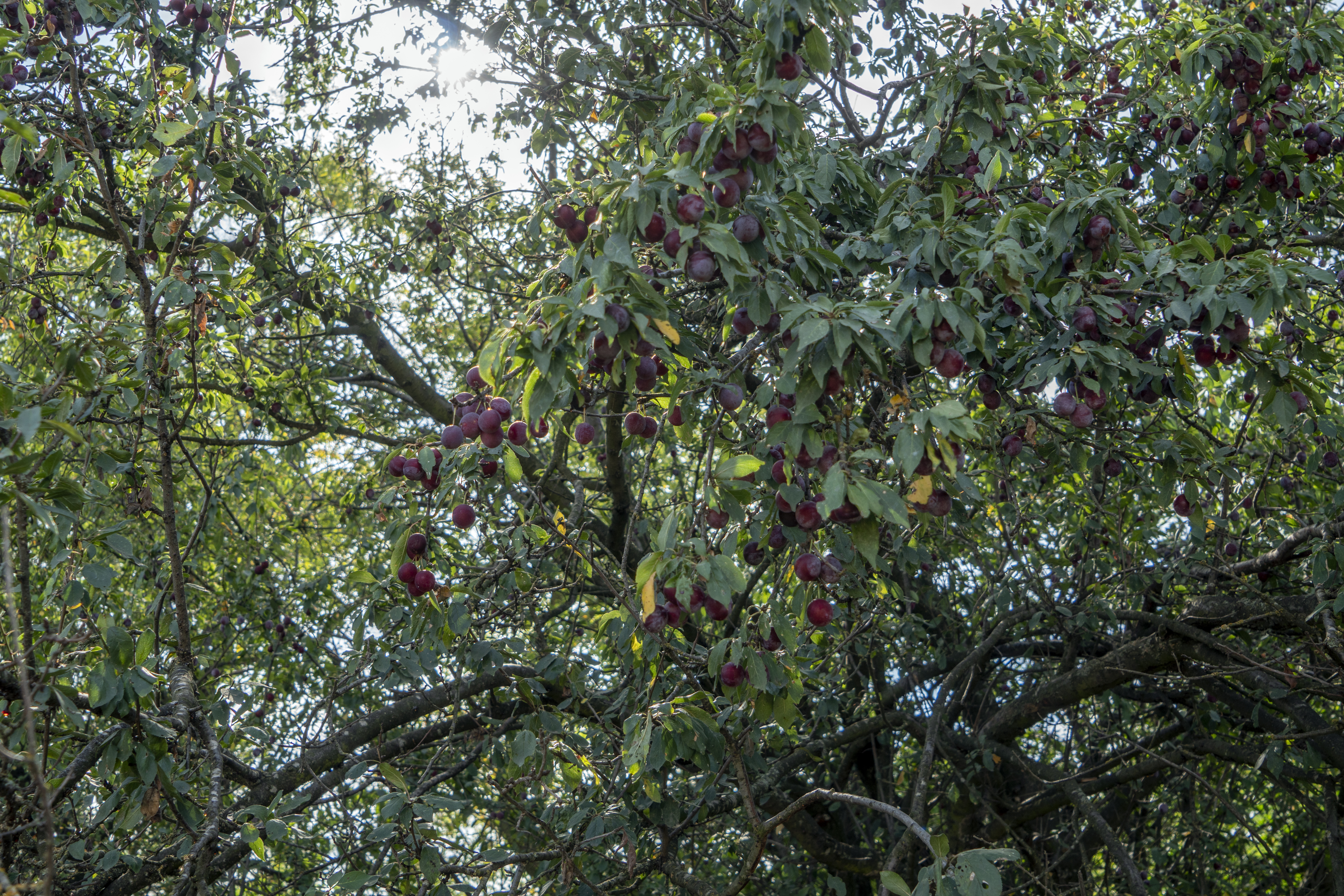
Слива в лісосмузі